# Prolaktin

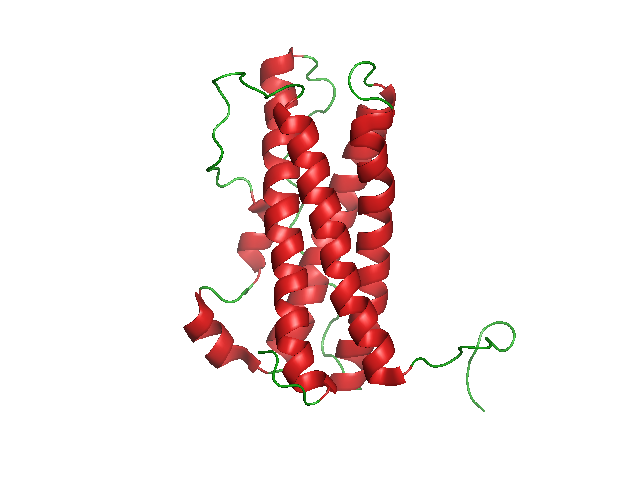
Prolaktin

Prolaktin je peptidický hormon tvořený 194–199 aminokyselinami (údaj se liší podle živočišného druhu, u člověka je jich 199). U samic stimuluje rozvoj mléčné žlázy během gravidity a laktaci po porodu. Rovněž tlumí vyzrávání vajíčka ve vaječníku a menstruační cyklus. Ovlivňuje také vztah matky k mláděti. U samců ovlivňuje růst předstojné žlázy a přídatných pohlavních orgánů.
Prolaktin je produkován mammotropními buňkami adenohypofýzy. Cirkuluje v krvi hlavně jako monomer, ale existuje i dimer. Vysoká hladina tohoto hormonu v krvi se nazývá hyperprolaktinémii, která narušuje ovulaci a může vést k neplodnosti nebo k snížené plodnosti. Nadměrná tvorba prolaktinu může být způsobena i některými léky. Stimuluje růst mléčné žlázy a tvorbu mléka. Vylučování prolaktinu je inhibováno dopaminem.
V případě ptáků se prolaktin podílí na nabírání tukových zásob před migrací a má vliv i na hnízdní chování, přičemž mj. stimuluje tvorbu nažin či holubího mléka. U plazů ovlivňuje regeneraci ocasu po autotomii a u obojživelníků obecně působí na růstový proces. V případě kostnatých ryb se podílí na osmoregulačních procesech, důležitých zejména pro anadromní migranty.